# مارکستسل
مارکستسل (به آلمانی: Marxzell) یک شهر در آلمان است که در کارلسروهه واقع شده‌است. مارکستسل ۵٬۳۸۵ نفر جمعیت دارد.